# Gao Gang

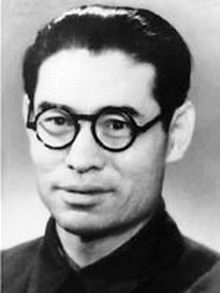
Gao Gang

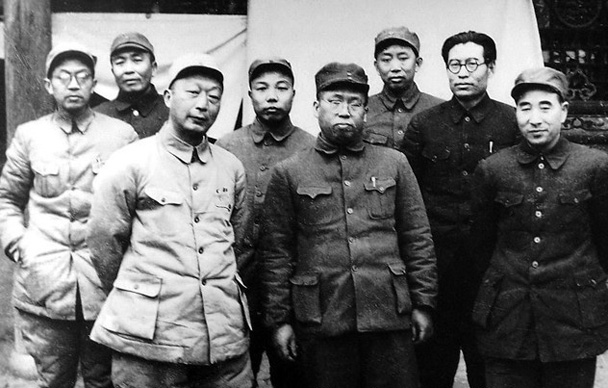
Gao Gang (2. v. r.) als Teil des Frontkomitees des Pingjin-Feldzuges

Gao Gang (chinesisch 高崗 / 高岗, Pinyin Gāo Gǎng, W.-G. Kao Kang; * 1905 oder 1902 in Hengshan, Shaanxi; † 17. August 1954 in Peking) war ein kommunistischer Militärführer während des Zweiten Chinesisch-japanischen Krieges und des Bürgerkrieges gegen die Kuomintang, stärkster Mann in der Mandschurei kurz vor und nach Ausrufung der Volksrepublik China und Vorsitzender der Staatlichen Planungskommission. Er strebte eine Entmachtung von Liu Shaoqi und Zhou Enlai in der Zentralen Volksregierung an und wollte die Positionen von Mao Zedong nach dessen Ableben übernehmen. Sein Machtstreben brachte ihn im Rahmen der Gao-Gang-Rao-Shushi-Affäre zu Fall.

## Politischer Aufstieg
Gao trat im Jahre 1926 der Kommunistischen Partei Chinas bei und besuchte die von Feng Yuxiang aufgebaute Zhongshan-Militärakademie. Ab 1928 bekamen Gao und sein Freund und Ziehvater Liu Zhidan die Aufgabe, die in Shaanxi und Gansu tätigen Einheiten der Nationalrevolutionären Armee zu infiltrieren. Sie organisierten den Weihua-Aufstand, errichteten ein revolutionäres Basisgebiet in Nord-Shaanxi, sie konnten jedoch Feng nicht vertreiben.
Im Jahre 1932 vereinigten Liu und Gao ihre Guerilla-Einheiten mit den Resten der 24. Roten Armee zur 26. Roten Armee. Gao wurde zum politischen Kommissar dieser 26. Roten Armee ernannt, die in Nordchina tätig war. Unter dem Druck von feindlichen Kriegsherren zog sich die 26. Rote Armee nach Nord-Shaanxi in ein Gebiet zurück, dass der wenig einflussreiche Kriegsherr Jing Yuexiu kontrollierte. Im Jahre 1935 war es den Kommunisten unter Liu Zhidan gelungen, den Bao’an-Sowjet zu errichten und Gao wurde politischer Kommissar des Frontkommandos. Ab Sommer war er auch Direktor der politischen Abteilung der 15. Armeegruppe. Liu und Gao konnten dieses Basisgebiet gegen die Angriffe von Zhang Xueliang verteidigen. Kurz darauf entbrannte jedoch ein Machtkampf zwischen diesen beiden einheimischen kommunistischen Anführern und Mitgliedern des Zentralkomitees, die in den Bao’an-Sowjet gekommen waren. Gao und Liu wurden unter dem Vorwurf, von der Parteilinie abgewichen zu sein, verhaftet. Als am 19. Oktober 1935 die Parteiführung um Mao Zedong im Bao’an-Sowjet eintrafen – der Sowjet war kurz zuvor zum Ziel des Langen Marsches bestimmt worden – wurde die Freilassung von Liu und Gao angeordnet.
Gao wurde danach zu einem der wichtigsten Verbündeten von Mao Zedong. Nach Liu Zhidans Tod stieg Gao zum Parteisekretär der Shaanxi-Gansu-Ningxia-Grenzregion – die damals wichtigste kommunistische Basisregion – und des Nordwestbüros der Kommunistischen Partei auf. Auch in parteiinternen Kämpfen stand Gao auf der Seite von Mao, vor allem in der Auseinandersetzung mit der Fraktion um Wang Ming und den 28 Bolschewiken in einer der ersten sozialistischen Erziehungskampagnen.
Auf dem VII. Parteitag wurde Gao zum Mitglied des Zentralkomitees und des Politbüros gewählt. Bis zum Ende des Bürgerkrieges war er Sekretär des Nordostbüros der Kommunistischen Partei, Vorsitzender der Volksregierung Nordostchinas nach der Eroberung dieser Region durch die Volksbefreiungsarmee und Politischer Kommissar der Militärregion Nordost. Besonders nach dem Abmarsch der Nordost-Feldarmee in den Pingjin-Feldzug war er der mächtigste Mann Nordost-Chinas. Er erzielte Erfolge bei der Entwicklung der Wirtschaft nach sowjetischem Vorbild, so dass die Mandschurei Ausgangsbasis für die Industrialisierung Chinas wurde. In dieser Funktion absolvierte Gao im Mai 1949 zusammen mit Liu Shaoqi einen geheimen Besuch in Moskau, um sowjetische Kredite und Unterstützung in Form von Materiallieferungen zu erwirken. Auf diesem Besuch bot er Stalin an, dass die Sowjetunion in Dalian mehr Soldaten stationieren könne, dass China den Hafen von Qingdao für die sowjetische Marine öffnen würde und dass die Mandschurei als Sowjetrepublik der Sowjetunion beitreten könne. Diese Vorschläge lehnte Stalin jedoch ab. Auch hatte er mit sowjetischen Interessen an den Rohstoffen und Eisenbahnlinien der Mandschurei umzugehen. Gao bekam den Beinamen „Herrscher der Mandschurei“, den er auch erhielt, als er nach Ausrufung der Volksrepublik China zum stellvertretenden Vorsitzenden der zentralen Volksregierung aufgestiegen war. Als politischer Kommissar der Militärregion Nordost fielen im Sommer 1950 die Aufgaben zur Mobilisierung der Grenztruppen und der „Freiwilligen“ zu, die bei der chinesischen Intervention im Koreakrieg gebraucht wurden. Es ist nicht genau geklärt, ob Gao wie zahlreiche andere hochrangige Politiker ein chinesisches Eingreifen aufgrund der zu erwartenden hohen wirtschaftlichen Belastungen ablehnte oder ob er sie befürwortete. Im Frühsommer wurde Gao mit dem Generalstabschef der Volksbefreiungsarmee Xu Xiangqian nach Moskau entsandt, um die Lieferung von Munition und militärischem Gerät herauszuverhandeln. Stalin wollte den Koreakrieg jedoch, um China als möglichen Rivalen um die Hegemonie im kommunistischen Lager zu schwächen, die Sowjets zögerten deshalb und Gaos Reise brachte wenige konkrete Zusagen. Gaos enge Zusammenarbeit mit der Sowjetunion und Stalin selbst, die in der Mandschurei kurz nach der Gründung der Volksrepublik erheblichen Einfluss ausübte, machten Mao misstrauisch. Mao beschuldigte Gao, im Nordosten sein eigenes Königreich errichten zu wollen, indem er die Sowjetunion und die Pekinger Regierung gegeneinander ausspielte.

## Machthöhepunkt in Peking
Im November 1952 wurde Gao – wie alle Vorsitzenden der regionalen Parteibüros, da Mao die Entstehung lokaler Machtzentren verhindern wollte – nach Peking versetzt. Unter den nach Peking geholten Politikern erhielt Gao den höchsten Posten, da er in vielen politischen Ansichten Mao nahestand. Er wurde zum Vorsitzenden der mächtigen Staatlichen Planungskommission ernannt, wenngleich Stalin den schnellen Aufbau des Sozialismus, wie er Gao und Mao vorschwebte, ablehnte. In der Hierarchie der Kommunistischen Partei stand Gao nun auf dem sechsten Platz. In den folgenden Jahren kritisierte Mao den Linksradikalismus von Gao zuweilen, er schwankte zwischen den Positionen der Gemäßigten und der Radikalen. Im Herbst 1951 überredete Gao Mao, gegen die Kapitalisten Chinas vorzugehen, obwohl Maos Konzept der Neuen Demokratie vorsah, sich deren Dienste beim Aufbau der chinesischen Wirtschaft zu bedienen. Auch bei der Kollektivierung der Landwirtschaft in der Mandschurei hatte Mao Gao den Rücken gegen Kritik von Liu Shaoqi gestärkt. Gaos Vorschlag, den Posten des Vorsitzenden unter den Spitzenfunktionären der Partei rotieren zu lassen, wurde von Mao zurückgewiesen.
Im März 1953 wurde nach der Debatte um Bo Yibos Steuerkonzept die Regierung umgebildet, die Industrieministerien gingen aus der Verantwortung Zhou Enlais in den Machtbereich von Gao über. Im Sommer 1953 nahm Gao den Vorsitz einer Konferenz über wirtschaftliche und finanzpolitische Fragen ein, in der er Bo scharf angriff, aber de facto auf Liu Shaoqi zielte. Niemand im gemäßigten Lager wusste, ob Gao in Maos Auftrag so handelte, aber nachdem Mao die Teilnehmer der Konferenz aufforderte, Konflikte offen auszutragen, war klar, dass Mao Liu und Zhou nicht absetzen wollte. Man einigte sich darauf, Bos Steuerkonzept zu verwerfen und den Aufbau des Sozialismus mit 15 Jahren oder mehr zu veranschlagen.

## Gao-Rao-Affäre
Trotz Maos klarer Aussage versuchte Gao nach dieser Konferenz, sich mit anderen hohen Parteimitgliedern wie Chen Yun, Lin Biao, Peng Dehuai, Huang Kecheng und Deng Xiaoping zu verbünden. Rao Shushi verbündete sich mit Gao in der Annahme, Gao würde Mao Zedong an der Partei- und Staatsspitze beerben. Gleichzeitig redete Gao Liu Shaoqi und Zhou Enlai schlecht, Gao versprach Rao nach der angestrebten Regierungsumbildung die Posten von Zhou Enlai und reklamierte jene von Liu Shaoqi für sich selbst. Warnungen von Mao ignorierten die beiden, da Mao sich privat über seine Frustration über die wirtschaftlichen Ansätze der Gemäßigten mit Gao austauschte. In einer Politbüro-Sitzung am 24. Dezember 1953 griff Mao Gao und Rao scharf an, indem er ihnen parteispalterische Aktivitäten vorwarf. So kam es im Februar 1954 zu einer Konferenz zur Stärkung der Einheit der Partei, in der Liu Gao und Rao angriff, ohne sie beim Namen zu nennen. Man gründete zwei Kommissionen, von denen die eine unter Zhou Enlai die Gao-Gang-Affäre und die andere die Rao-Shushi-Affäre untersuchen sollte. Die Kommission brachte zu Tage, dass Gao bereits seit 1949 geheime Informationen und Anschuldigungen über chinesische Parteifunktionäre an Stalin gegeben hatte. Unter anderem hatte er Mao antisowjetischer und rechts-trotzkistischer Tendenzen bezichtigt. Einen Bericht, der von Gao über Iwan Wladimirowitsch Kowaljow an Stalin gesendet worden war, hatte Stalin an Mao bei dessen Besuch in Moskau weitergereicht. Auch 1952 hatte Gao derartige Anschuldigungen gegenüber Pawel Judin geäußert. So kam Zhous Bericht zum Schluss, dass es sich bei Gao um einen bürgerlichen Individual-Karrieristen handelte, der de facto ein Agent der Bourgeoisie sei. Er sei ein Verräter des Vaterlandes und moralisch dekadent – Gao war als Frauenheld bekannt.
Gao und Rao verloren ihre Posten, Gaos letzter öffentlicher Auftritt datiert vom 20. Januar 1954. Gao unternahm am 17. Februar 1954 einen Selbstmordversuch mit einer Waffe, der von seinem Leibwächter verhindert werden konnte. Am 17. August 1954 tötete er sich mit einer Überdosis Schlaftabletten selbst. Es ist wahrscheinlich, dass Gao sich von Mao betrogen gefühlt hatte, denn er war bis zuletzt der Meinung, Maos Unterstützung zu haben. Es ist möglich, dass Mao ihn als Verräter betrachtete und dass erst Stalins Tod im März 1953 es Mao ermöglichte, ihn als Stalins Informanten loszuwerden. Im März 1955 wurde er posthum aus der Kommunistischen Partei ausgeschlossen. Die Gao-Rao-Affäre gilt als erster Machtkampf innerhalb der KP-Führung nach Ausrufung der Volksrepublik Chinas. Im Unterschied zu vielen anderen gestürzten Politikern wurde Gao nie rehabilitiert.